# کاف عمار
کاف عمار (عربی: كاف عمار) یک جزیره زیبای کوچکی هست که در شهر شطایبی در استان عنابه واقع شده‌است و به خلیج «شطایبی» و «المرسی بسکیکده» مشرف است.
مساحت این جزیره حوالی ۲۰ هکتار است و گفته می‌شود محل مناسبی برای سکونت و گردشگری در الجزایر بشمار می‌رود.

## موقعیت
جزیره کاف عمار در خلیج «شطایبی» قرار دارد و گوهر «دریای مدیترانه» یا جزیره رؤیاها؛ برای اکثریت بشمار می‌رود که جزیره دریای مدیترانه نامیده می‌شود و از ساحل خلیج غربی در استان «عنابه» الجزایر دو کیلومتر فاصله دارد. این جزیره دارای طبیعت جنگلی است که گوهر جواهری در استان «عنابه» در الجزایر است. این جزیره دارای جنگهای سر سبز است که با رنگ آبی کبود دریا درهم آمیخته‌است؛ و دارای پرندگان بسیار زیبا مثل مرغ نوروزی که به طبیعت این جزیره وضعیت رؤیایی می‌دهد که بسیار اعجاب‌انگیز می‌باشد. ساحل این جزیره پوشیده از شنهای طلایی است که امکان شنا به گردشگران را می‌دهد.
در زمان اشغالگری فرانسه اسم این جزیره «سانت بیایتر» بود.